# Conexión por línea conmutada

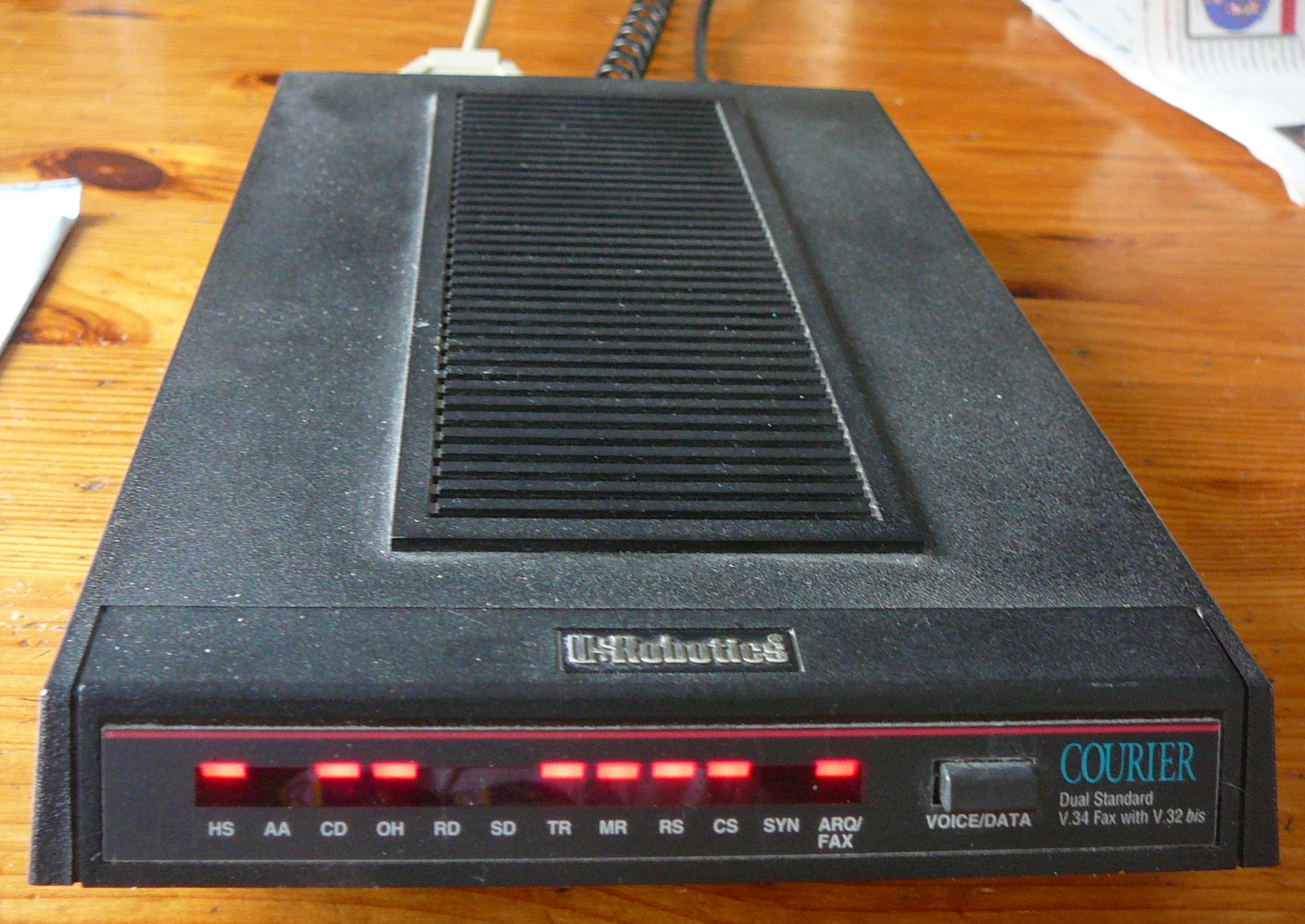
Módem telefónico análogo intermediario.

La conexión por línea conmutada o conexión dial-up es una conexión que utiliza un medio telefónico analógico, como la red telefónica conmutada fija, o digital como GSM, pero cuyo objeto principal es la telefonía de voz.
En telefonía fija ambos extremos negocian utilizando módems, que establecen un circuito físico entre ellos. En telefonía móvil el teléfono y proveedor establecen un canal virtual análogo.
La conexión se inicia con una llamada telefónica al número proporcionado por el ISP, proveedor de servicios de Internet (Internet Service Provider), contratado. Una vez abierta la comunicación, se negocian los parámetros de la conexión y, por último se crea el circuito virtual que genera el acceso a Internet.

## Usos
En la década de los años 90 la gran mayoría de conexiones de protocolo TCP-IP se transmitían por Dial-Up, siendo la máxima velocidad posible 56 Kbps, siendo posible cargar pocos elementos de las páginas web como texto, imágenes o en contados casos vídeos. A principios de la década del 2010, este tipo de conexiones empezó a caer en desuso debido al crecimiento de las conexiones por fibra óptica y el mayor esparcimiento y distribución hogareña de la Banda Ancha, pasando a ser un tipo de conexión bastante relegada, usada en zonas rurales solamente y en algunos Países en Vías de Desarrollo.